# Manneken-Pis de Coxyde
Pour les articles homonymes, voir Manneken-Pis (homonymie).
Le Manneken-Pis de Coxyde est une réplique du Manneken-Pis de Bruxelles qui se dresse à proximité de la Schallerbachplein à Coxyde. La première statue qui se trouvait à cet endroit date de 1923.
À cette date, la statue se trouvait sur le terrain de la villa “ Ma Tocade “, villa d'un colonel bruxellois qui résidait dans le Quartier Sénégalais à Coxyde. On y lisait  le texte suivant Le Nouveau Bourgeois de Coxyde - 16 août 1923 écrit sur le piédestal de la statue. L’endroit devient bien vite un lieu de rencontre pour les propriétaires des villas du voisinage, pour la plupart issus d'un milieu bourgeois.
Ensuite les histoires divergent. Quoi qu’il en soit, les parcelles ont été modifiées et l'emplacement de la statue s'est retrouvé sur la parcelle de la villa “L'Ermitage”. On ignore avec certitude qui était son propriétaire: une dame célibataire et prude? Un pieux docteur? Quoi qu’il en soit, la statue a été remplacée par une statue de la Vierge Marie.
Finalement, le 21 juin 2008, Le Nouveau Bourgeois est de retour sur son piédestal, restauré et dévoilé lors d'une cérémonie en présence  non seulement du bourgmestre de Coxyde mais aussi de l'ordre bruxellois des Amis de Manneken-Pis . C'est cet Ordre qui a offert la nouvelle statue, l'original ayant disparu.